# Bassaniodes adzharicus
Bassaniodes adzharicus is een spinnensoort uit de familie van de krabspinnen (Thomisidae).
De wetenschappelijke naam van de soort werd in 1971 als Xysticus adzharicus gepubliceerd door Tamara Mcheidze.